# Chatsvkiti
Chatsvkiti (en georgiano: ჩაწვქითი; en abjasio: Чацвкыт, romanizado: Chatsvkyt) es una aldea que pertenece a la parcialmente reconocida República de Abjasia, dentro del distrito de Ochamchira, aunque de iure es parte del municipio de Ochmachire de la República Autónoma de Abjasia de Georgia.

## Geografía
Chatsvkiti se encuentra en el valle del río Galidzga, a 25 km de Ochamchire. La aldea se administra desde el pueblo de Gupi.  